# Heterocallia fumosa
Heterocallia fumosa là một loài bướm đêm trong họ Geometridae.